# 謝秋萍
謝 秋萍（しゃ しゅうへい）は中華人民共和国に住んでいる世界一長い髪の毛の記録を持っている人物。2004年5月8日に長さをはかり、5メートル62センチと測定された。彼女が13歳だった1973年から髪を伸ばしてこの長さになったという。